# Pietro Strada
Pietro Marco Strada (Brescia, 11 dicembre 1969) è un dirigente sportivo, allenatore di calcio ed ex calciatore italiano, di ruolo di centrocampista.
Ha collezionato complessivamente 426 presenze e 71 reti nei professionisti, di cui 43 presenze e 5 reti in Serie A e 127 presenze e 21 reti in Serie B.

## Carriera

### Giocatore

#### Club
Ha iniziato la carriera nelle file dell'Ospitaletto in Serie C2, esordendo sedicenne e ottenendo una promozione nella categoria superiore sotto la guida di Gigi Maifredi. Nel 1987 passa insieme al tecnico bresciano al Bologna in Serie B, guadagnando la promozione in serie A e collezionando 5 presenze.
Inizia proprio quella stagione la lunga serie di infortuni che costellerà tutta la carriera del centrocampista bresciano: subirà infatti un intervento alla caviglia destra per una grave distorsione occorsagli durante un allenamento di rifinitura nel centro sportivo di Casteldebole a Bologna. A fine stagione torna all'Ospitaletto dove gioca due campionati di Serie C2.
Segue un'esperienza al Siracusa in Serie C1 allenato da Adriano Cadregari dove in una gara di Coppa Italia al Cibali contro l'Atletico Catania subisce un ulteriore grave infortunio con la rottura del legamento crociato del ginocchio sinistro, riuscendo a collezionare una sola presenza in campionato, e così l'anno successivo rientra ancora all'Ospitaletto in Serie C2 sotto la guida di Claudio Onofri. Nel 1992 viene ingaggiato dalla Salernitana che milita in Serie C1 guidata da Giuliano Sonzogni.
Con la squadra campana disputa tre campionati: due di Serie C, il secondo conquistando la promozione in serie B passando attraverso la vittoria della finale play-off disputata a Napoli contro la Juve Stabia e uno di Serie B, durante entrambe le stagioni è allenato da Delio Rossi.  A Salerno segna 13 gol in 87 presenze. Nella stagione 1995-1996 si trasferisce a Reggio Emilia e con la Reggiana (guidata da Carlo Ancelotti) conquista subito la promozione nella massima serie.
L'anno dopo Ancelotti passa al Parma e Strada seguendo il suo allenatore diventa anch'egli gialloblù (che lo acquistano per 3,5 miliardi di lire) riuscendo così a esordire in Serie A il 7 settembre 1996 in Parma-Napoli (3-0). Con il Parma gioca due campionati totalizzando 36 gettoni di presenza con 5 reti messe a segno.
Nella seconda stagione al Parma gioca anche nell'unica partecipazione della storia del club gialloblu in Champions League, tanto da meritare la chiamata da parte del CT Cesare Maldini per un'amichevole della nazionale italiana in preparazione ai Mondiali che verranno poi disputati in Francia. Purtroppo, proprio durante la gara di ritorno di UEFA Champions League tra Borussia Dortmund e Parma, si infortuna gravemente per la seconda volta in carriera al ginocchio sinistro, dovendo di conseguenza rinunciare alla convocazione in nazionale.
Nella stagione 1998-1999 viene ingaggiato dal Perugia di Luciano Gaucci, e in Umbria, reduce dall'infortunio, riesce a giocare 7 partite di Serie A sotto la guida di Ilario Castagner prima e di Vujadin Boškov poi. Gioca poi alcuni campionati tra i cadetti indossando prima la maglia del Genoa (che lo preleva nel gennaio 2000) guidato da Delio Rossi prima e nel finale di stagione da Bruno Bolchi. poi per due stagioni quella del Cosenza (che lo ingaggia nell'ottobre 2000). Con il grifone ligure segna 2 gol in 12 gare, mentre con la squadra calabrese realizza 2 marcature in 29 partite.
Nelle due stagioni trascorse con la maglia del Cosenza sfiorò nella prima stagione la promozione in Serie A nel 2000-2001 guidato da Bortolo Mutti, mentre nell'annata successiva iniziò la stagione sotto la guida di Luigi De Rosa e dopo l'ottava giornata vi fu l'avvicendamento con mister Emiliano Mondonico. Nel gennaio 2002 torna di nuovo a Genova, stavolta per indossare la maglia blucerchiata dalla Sampdoria guidata da Gianfranco Bellotto, con la quale colleziona 7 presenze in Serie B.
Dal 2002 al 2004 scende di categoria tra le file del Lumezzane, allenato da Giancarlo D'Astoli, dove nella seconda stagione sfiora la promozione tra i cadetti perdendo la finale play-off con il Cesena. La promozione in cadetteria è solo rimandata alla stagione successiva 2004-2005, quando viene ingaggiato dalla Cremonese guidata da Giorgio Roselli. La compagine grigiorossa vince il campionato di Serie C1 terminando la stagione al primo posto con quattro giornate di anticipo, Strada realizza 6 reti in 29 partite di campionato.
Nel 2005 gioca per la prima e unica volta nella squadra della sua provincia, ossia il Brescia, con cui disputa un torneo di Serie B, allenato da Rolando Maran prima e nel corso della stagione da Zdenek Zeman per poi tornare al Lumezzane in Serie C2 dove al termine dell'annata 2006-2007 chiude la sua carriera agonistica tra i professionisti.

#### Nazionale
Nel corso della stagione 1987-1988 viene convocato con la nazionale Under-18 guidata da mister Comunardo Niccolai dove nella partita d'esordio giocata a Siracusa contro Malta sigla una doppietta nel 4-0 finale (Eugenio Corini e Gianluca Sordo gli altri marcatori).

### Dirigente
Dal 2012 al 2015 ha ricoperto l'incarico di responsabile tecnico del settore giovanile nel Brescia.
Nel 2012 ha superato con il massimo dei voti il corso da direttore sportivo a Coverciano.
Dal 2016 al giugno 2020 ha ricoperto il ruolo di direttore sportivo e responsabile del settore giovanile della Feralpisalò.
Nel dicembre 2019 ottiene l'abilitazione a "responsabile di settore giovanile" superando il primo corso "Èlite" istituito dalla Figc a Coverciano.
Dal 2020 al 30 giugno 2024 ha ricoperto il ruolo di scout internazionale per il settore giovanile della società F.C. Internazionale.

## Palmarès

### Giocatore

#### Club
- Campionato italiano Serie C2: 1

Ospitaletto: 1986-1987 (girone B)
- Campionato italiano di Serie B: 1

Bologna: 1987-1988
- Supercoppa italiana: 1

Parma: 1999
- Campionato italiano Serie C1: 1

Cremonese: 2004-2005 (girone A)